# Aucklandella utetes
Aucklandella utetes là một loài tò vò trong họ Ichneumonidae.